# 1º Battaglione meccanizzato corazzato "Sokolovi"
Il 1º Battaglione meccanizzato e corazzato "Sokolovi" (in croato 1. Oklopno mehanizirana bojna "Sokolovi" lett. "Falchi") è un'unità di fanteria meccanizzata inquadrata nella Brigata corazzata delle guardie delle forze terrestri croate, con sede nella caserma "132ª Brigata dell'esercito croato" a Našice.

## Storia
L'unità è stata costituita nel 2007 dalla 3ª Brigata Meccanizzata Corazzata delle guardie (3° GOMBR), coi membri della 3ª e 5ª Brigata delle guardie.
Nel 2008 il 1º Battaglione ha partecipato alla missione ISAF in Afghanistan.

## Struttura
- Compagnia di comando[3]
- 1ª Compagnia meccanizzata
- 2ª Compagnia meccanizzata
- 3ª Compagnia meccanizzata
- Compagnia logistica
- Compagnia di supporto fuoco

## Comandanti
- Colonnello Ivan Miloš (- 2016)[5]
- Colonnello Robert Poljak[6]
- Maggiore Josip Granat (2021 - in carica)[7]